# Frederick Wiseman
Frederick Wiseman (Boston, 1 de gener de 1930) és un director i productor de cinema documental estatunidenc. Nascut en el si d'una família jueva, va arribar al cinema documental després de finalitzar la seva formació com a Advocat. Ha contribuït des de llavors a expandir el coneixement cinematogràfic i sociològic a través dels seus treballs, que constitueixen una eina de recerca de la realitat social i inciten a la reflexió política i social, amb un particular focus sobre les institucions. Wiseman retrata un món travessat per diverses formes de violència i una societat plena de defectes i mancances però profundament democràtica.
El 2006, se li va atorgar el Premi George Polk Career concedit anualment per la Universitat de Long Island per recompensar les contribucions a la integritat periodística i els reportatges de recerca.

## Premis i reconeixements
- 2006: Premi George Polk Career concedit anualment per la Universitat de Long Island per recompensar les contribucions a la integritat periodística i els reportatges de recerca.
- 2016: Doctor honoris causa per la Universitat Pompeu Fabra.[1]

## Filmografia
- 1963 - The Cool World (com a productor)
- 1967 - Titicut Follies
- 1968 - High School
- 1969 - Law and Order
- 1970 - Hospital
- 1971 - Basic Training
- 1971 - I Miss Sonia Henie
- 1972 - Essene
- 1973 - Juvenile Court
- 1974 - Primate
- 1975 - Welfare
- 1976 - Meat
- 1977 - Canal Zone
- 1978 - Sinai Field Mission
- 1979 - Manoeuvre
- 1980 - Model
- 1980 - Seraphita's Diary
- 1983 - The Store
- 1985 - Racetrack
- 1986 - Adjustment and Work
- 1986 - Deaf
- 1986 - Multi-Handicapped
- 1987 - Blind
- 1987 - Missile
- 1989 - Central Park
- 1989 - Near Death
- 1991 - Aspen
- 1993 - Zoo
- 1994 - High School II
- 1995 - Ballet
- 1996 - La Comédie-Française ou L'amour joué
- 1997 - Public Housing
- 1999 - Belfast, Maine
- 2001 - Domestic Violence
- 2002 - Domestic Violence 2
- 2002 - La Dernière lettre / The Last Letter
- 2005 - The Garden
- 2006 - State Legislature
- 2009 - La Danse (sobre el Ballet de l'Òpera de París)
- 2010 - Boxing Gym
- 2011 - Crazy Horse
- 2013 - At Berkeley
- 2014 - National Gallery
- 2015 - In Jackson Heights
- 2017 - Ex Libris : The New York Public Library
- 2018 - Monrovia, Indiana